# Сычёв, Сергей Владимирович
Сергей Владимирович Сычёв (род. 1 марта 1962, Потёмкино, Смоленская область, РСФСР, СССР) — российский политический деятель, депутат Государственной Думы ФС РФ первого (1993—1995) и второго (1995—1999) созывов.

## Биография
В 1983 году получил высшее образование по специальности «учитель физического воспитания» в Белгородском педагогическом институте. С 1983 по 1991 год работал в школах Белгородского района тренером, учителем физкультуры. В 1990 году получил второе высшее образование по специальности «преподаватель немецкого языка» в Московском государственном педагогическом институте иностранных языков. С 1991 по 1992 год работал в городе Белгороде корреспондентом газеты «Единство».
В 1993 году был избран депутатом Государственной думы Федерального Собрания Российской Федерации первого созыва. В Государственной думе был членом комитета по международным делам, входил во фракцию ЛДПР.
В 1995 году избран депутатом Государственной думы Федерального Собрания Российской Федерации второго созыва. В Государственной думе был заместителем председателя комитета по собственности, приватизации и хозяйственной деятельности, входил во фракцию ЛДПР.

## Законотворческая деятельность
За время исполнения полномочий депутата Государственной думы I и II созывов выступил соавтором пяти законодательных инициатив и поправок к проектам федеральных законов.